# آماندا پیت
آماندا پیت (به انگلیسی: Amanda Peet) (زاده ۱۱ ژانویه ۱۹۷۲) بازیگر اهل کشور آمریکا است.
آماندا پیت از سال ۱۹۹۵ با فیلم اتاق حیوانات وارد عرصه بازیگری شده است.
او در سال ۲۰۱۲ در نقش اصلی مجموعه تلویزیونی بنت حضور داشت.
از دیگر فیلم‌هایی که وی در آن نقش داشته است، می‌توان به همه ده یارد و تغییر مسیر اشاره کرد.

## بخشی از فیلم‌شناسی
- ملیندا و ملیندا
- ۲۰۱۲
- هویت
- دزد هویت
- راه راه بازگشت
- نجات سیلورمن
- سیریانا
- یک روز خوب
- یکی باید کوتاه بیاید
- لطفاً کمک کنید
- تغییر مسیر
- همه نه یارد
- همه ده یارد
- جرایم سنگین
- اتاق حیوانات
- او شماره یک است
- بازی با قلب
- آنچه تو را نمی‌کشد
- کاوش کوآنتومی: سفر فضایی کاسینی
- سفرهای گالیور
- به سوی شگفتی
- به من اعتماد کن
- خوابیدن با دیگران
- اکس
- بسیار شبیه عشق
- پرونده‌های مجهول ۲
- ایگبی به پایین می‌رود
- کودک مریخی
- به سادگی غیرقابل مقاومت
- پنج دلار در روز

## تلویزیون
- نظم و قانون
- ساینفلد
- آشنایی با مادر
- بنت
- همسر خوب